# ハロルド・ラッセル
ハロルド・ラッセル（Harold John Russell、1914年1月14日 – 2002年1月29日）は、第二次世界大戦に従軍したアメリカ人退役軍人、俳優。カナダ・ノバスコシア州出身。
それ以前の演技経験がないにもかかわらず、1946年製作の『我等の生涯の最良の年』に出演してアカデミー助演男優賞を受賞した人物として知られる。また同時にアカデミー特別賞も受賞している。

## 来歴
- 1914年、カナダ・ノバスコシア州ノースシドニーで誕生。
- 1921年、家族で米マサチューセッツ州に移住。
- 1941年、真珠湾攻撃をきっかけにアメリカ陸軍に入隊。
- 1944年、訓練映画の撮影中にヒューズの欠陥で起きた爆発事故で両手を失う。
- 退役後、ボストン大学に通っている際に出演したドキュメンタリー映画を観たウィリアム・ワイラー監督が『我等の生涯の最良の年』への起用を決める。
- 同作でアカデミー助演男優賞およびアカデミー特別賞を受賞。またゴールデングローブ賞「Best Nonprofessional Acting（特別賞）」も受賞する。
- その後、大学に復学し、1949年に経営学の学位を取って卒業。
- 1949年と1981年に自叙伝を出版。
- 1950年代以降は退役軍人を支援する活動などに積極的に関わるようになる。
- 1960年代前半から1980年代後半まで障害者雇用大統領委員会（President's Commission on Employment of the Handicapped）の議長を無報酬で務める。
- 1982年、航空機パイロットだった息子ジェラルドが、同僚の女性を巡る痴情のもつれから、その女性の夫である同僚を撃ち殺した[1]として終身刑となる。
- 1992年、妻の医療費を工面するために、オスカー像を競売にかけ、$60,500で売却した[2]。
- 2002年、心筋梗塞により死去。

## 出演作品
- 我等の生涯の最良の年 The Best Years of Our Lives (1946年)
- サンフランシスコ物語 Inside Moves (1980年)
- Dogtown (1997年)

## 受賞歴

### アカデミー賞
受賞
1947年 アカデミー助演男優賞、アカデミー名誉賞:『我等の生涯の最良の年』